# Idiofoner
Idiofoner är ett gruppnamn för musikinstrument där tonen är självklingande med hjälp av hela instrumentets massa. Hit räknas oftast slagverkinstrument, med undantag trummor (som är membranofoner).